# Bogár Zsuzsa
Bogár Zsuzsa (Miskolc, 1975. május 12. –) tanácsadó szakpszichológus, pár- és családterapeuta, író, egyetemi oktató.

## Karrierje
Pszichológus diplomáját 1999-ben szerezte az Eötvös Loránd Tudományegyetemen, később ugyanitt tanácsadó szakpszichológusi végzettségre tett szert.
A Magyar Családterápiás Egyesület képzési rendszerében végzett családterapeuta.
2003-ban létrehozta és 2020-ig vezette az Ágacska Alapítványt, ahol örökbefogadás előtt állóknak, örökbefogadóknak, örökbefogadottaknak nyújtanak pszichés segítséget csoportok, pár- és családterápia, valamint egyéni tanácsadás formájában.
2017-ben egy másik, nem hagyományos családformában élő célcsoport számára hozott létre támogató szervezetet. Így született meg a Mozaikcsalád Alapítvány és a Mozaikcsalád Központ, ahol mediációval, pszichológiai tanácsadással, pár- és családterápiával segítik a válás folyamatából fakadó nehézségektől kezdve, az egyszülős lét küzdelmein át, a mozaikcsalád formálásának és működésének esetleges problémái megoldásában.
2019-ben nyitotta meg Budapest XXII. kerületében a Platina Pszichológiai Központot, ahol jelenleg rajta kívül hét pszichológus és két coach kollégával dolgozik együtt. 
A gyakorlati segítői munka mellett 2016-tól az ELTE PPK Tanácsadó Szakpszichológusi képzésben oktat.

## Könyvei
- Válásterápia (Mozaikcsalád Alapítvány, 2022)
- Mozaik a családom (Mozaikcsalád Alapítvány, 2017)
- Az örökbefogadás lélektana (Ágacska Alapítvány, 2011 és 2016)[3]